# Olkuski
Olkuski là một huyện thuộc tỉnh Małopolskie của Ba Lan. Huyện có diện tích 618 km². Đến ngày 1 tháng 1 năm 2011, dân số của huyện là 113810 người và mật độ 184 người/km².